# Lexington (Missouri)
Lexington è un comune degli Stati Uniti d'America, situato nello Stato del Missouri, nella contea di Lafayette, della quale è il capoluogo. Lexington è gemellata con Brusnengo (Biella, Italia).